# Crest of a Knave
Crest of a Knave (с англ. — «Плюмаж мошенника») — шестнадцатый студийный альбом британской рок-группы Jethro Tull, выпущенный 11 сентября 1987 года на лейбле Chrysalis Records. Альбом был записан после трехлетнего творческого перерыва группы, вызванного инфекцией горловых связок вокалиста коллектива — Иэна Андерсона. После провального релиза предыдущего диска — Under Wraps, группа вернулась к своему характерному звучанию — комбинации электрического и акустического звука. Crest of a Knave стал самым успешным диском Jethro Tull со времён работ, выпущенных в 1970-х: группу вновь начали транслировать на радио, приглашать на телевидение, кроме того, она получила широкую ротацию на стремительно набирающем популярность MTV. Лонгплей был тепло принят музыкальными критиками и имел высокие финансовые показатели, помимо этого в 1989 году он стал лауреатом «Грэмми» в номинации «Лучшее хард-рок/метал-исполнение вокальное или инструментальное». На волне успеха был организован гастрольный тур в поддержку альбома — The Not Quite the World, More the Here and There Tour.

## Музыкальный стиль и тематика
Содержание альбома затрагивает различный перечень тем, что является характерной чертой основного автора текстов группы — Иэна Андерсона. Так, «Farm on the Freeway» посвящена истории фермера, который потерял свою землю из-за закона о принудительном изъятии частной собственности в пользу государства, в связи с чем остался с одним грузовиком. «Mountain Men» касается событий Второй мировой войны и противостояния на Фолклендах: сражению при Эль-Аламейне и военному конфликту Великобритании и Аргентины, соответственно. Андерсон провёл исторические параллели, которые могли бы чувствовать женщины, оставшиеся без мужей.

Мелодии альбома в большей степени опирались на звук электрогитары Мартина Барра, что было характерно для музыки коллектива в 1970-х. Стиль пластинки сравнивали с творчеством Dire Straits, отчасти потому, что у Андерсона больше не было былого вокального диапазона, из-за недавней операции на горле. Впоследствии Андерсон так отзывался о стиле Crest of a Knave: 
Песня „Steel Monkey“ была основана на риффе, сделанном при помощи секвенсора — в нём не было никакой флейты. Таким образом, это была ещё одна нетипичная песня Jethro Tull, которая стала радиохитом. Для сравнения, «Farm On The Freeway» и «Budapest» — очень типичные для нас песни. «Budapest» — тот тип песен, которые мне нравится сочинять, потому что она воплощает в себе множество разных нюансов, которые, как я думаю, тонко соединены между собой. Она сочетает в себе несколько музыкальных переходов: от классики до блюзовых и фолковых мотивов, мелодия просто скользит между ними, и вы не ощущаете этих стыков.

## Отзывы критиков
| Оценки критиков | Оценки критиков |
| Источник        | Оценка          |
| --------------- | --------------- |
| AllMusic        | [ 2 ]           |
| Sounds          | (смешанный)     |

Альбом был хорошо принят прессой, получив преимущественно положительные отзывы. Обозреватель портала AllMusic Брюс Эдер назвал Crest of a Knave лучшей работой группы со времён Heavy Horses, заявив: «По правде говоря, это не плохой альбом, первый же трек можно охарактеризовать как хард-рок — одну из центральных ролей здесь играет электрогитара Мартина Барра, которая присутствует почти во всех следующих песнях пластинки. „Jump Start“ и „Raising Steam“ также звучат в хард-рок-ключе — вам точно не придёт в голову упрекнуть эту запись в излишней лёгкости, особняком стоит акустическая „The Waking Edge“, наряду с „Budapest“ и „Said She Was a Dancer“ — двумя треками посвященными любовным похождениям Андерсона на гастролях. В свою очередь, антивоенная „Mountain Men“ — это классический, для группы, стилизованный электрофолк, с довольно громкими электрогитарами в конце песни».
В свою очередь, у рецензента журнала Sounds остались двойственные впечатления от альбома. Он признал качество продюсирования и даже назвал первые два трека, «Steel Monkey» и «Farm at the Freeway», «оглушающими». Отметив следующее : «Сделав хитрый ход, Иэн Андерсон изучил набирающий популярность жанр хэви-метала и адаптировал его звучание под свои музыкальные цели — результаты впечатляют, если не сказать больше». Тем не менее, автор посетовал на бросающуюся в глаза схожесть материала с музыкой Марка Нопфлера: «Но пытаясь угнаться за актуальностью, волосатый рок-гуру стал жертвой не только влияния современной, более вдохновляющей, поп-музыки, но и своих собственных отвратительных просчётов: тень Марка Нопфлера пронизывает оставшуюся часть пластинки […] Позорная и вымученная —  спёкшаяся запись. Очень жаль, на полном серьезе».
Альбом был коммерчески успешен и был продан неплохим тиражом. Так, он получил «золотой» сертификат а Соединённых Штатах, где поднялся до 32-го места в чарте Billboard 200. Он также получил «золотой» статус в Великобритании, где отметился на 19-й строчке местного хит-парада. Помимо этого, он занял 10-е и 7-е места в чартах Германии и Швейцарии соответственно, а также получил «золото» в Канаде.

## В массовой культуре
Альбом стал лауреатом премии «Грэмми» в 1989 году.  Результат, считающийся «дискредитацией» Академии, стал предметом множества дискуссий. В ответ на критику в адрес Jethro Tull, звукозаписывающий лейбл коллектива опубликовал в журнале Billboard постер с изображением флейты (одного из символов группы), лежащей посреди груды железных арматур и подписью: «Флейта — тяжёлый, металлический инструмент!». В 1990 году записи жанров хард-рок и хэви-метал были разделены на отдельные категории: «Лучшее исполнение в стиле хард-рок» и «Лучшее метал-исполнение», соответственно.
Победа группы Jethro Tull фигурирует в качестве одного из самых критикуемых эпизодов деятельности голосующего комитета «Грэмми», в частности редакция журнала Entertainment Weekly посчитала его самым большим провалом в истории мероприятия.
Редакция журнала Rolling Stone присудила скандалу с Crest of a Knave 18-е место в своём рейтинге «Самые интересные моменты в истории „Грэмми“».

## Список композиций

### Виниловое издание
Слова и музыка всех песен — Иэн Андерсон.
| №  | Название                | Длительность |
| -- | ----------------------- | ------------ |
| 1. | «Steel Monkey»          | 3:39         |
| 2. | «Farm on the Freeway»   | 6:31         |
| 3. | «Jump Start»            | 4:55         |
| 4. | «Said She Was a Dancer» | 3:43         |

| №  | Название        | Длительность |
| -- | --------------- | ------------ |
| 1. | «Budapest»      | 10:05        |
| 2. | «Mountain Men»  | 6:20         |
| 3. | «Raising Steam» | 4:05         |

### Компакт-диск
| №  | Название                | Длительность |
| -- | ----------------------- | ------------ |
| 1. | «Steel Monkey»          | 3:39         |
| 2. | «Farm on the Freeway»   | 6:31         |
| 3. | «Jump Start»            | 4:55         |
| 4. | «Said She Was a Dancer» | 3:43         |
| 5. | «Dogs in the Midwinter» | 4:37         |
| 6. | «Budapest»              | 10:05        |
| 7. | «Mountain Men»          | 6:20         |
| 8. | «The Waking Edge»       | 4:49         |
| 9. | «Raising Steam»         | 4:05         |

| №   | Название              | Длительность |
| --- | --------------------- | ------------ |
| 10. | «Part of the Machine» | 6:54         |

- Первоначально был выпущен на бокс-сете 20 Years of Jethro Tull.

## Участники записи
Jethro Tull
- Иэн Андерсон — вокал, флейта, акустическая гитара, электрогитара, перкуссия, клавишные, программирование драм-машины на треках 1, 5 и 9
- Мартин Барр — электрогитара, акустическая гитара
- Дэйв Пегг — бас-гитара, акустический бас на треке 4

Дополнительные музыканты
- Доун Перри — ударные на треках 2 & 7
- Джерри Конуэй — ударные на треках 3, 4, 6 и 8
- Рик Сандерс — скрипка на треке 6

Технический персонал
- Робин Блэк — звукоинженер
- Эндрю Джеймисон — обложка, каллиграфия
- Тим Мэтйер — звукоинженер
- Джон Паш — художественное оформление
- Стивен Тайлер — звукоинженер, микширование